# Кричим (защитена местност)
Вижте пояснителната страница за други значения на Кричим.
Кричим е защитена местност в България. Намира се в землището на село Куртово Конаре, област Пловдив.
Защитената местност е с площ 169,77 ha. Обявена е на 1 ноември 2000 г. с цел опазване на местообитанията и популациите на защитени видове растения и животни, в това число ветрушка, обикновен мишелов, ястреб, малък корморан, бял щъркел, черен щъркел, голяма бяла чапла, сива чапла, представители на разред пойни птици, сови, кълвачи, прилепи, невестулка, видра, обикновена блатна костенурка, шипоопашата костенурка, шипобедрена костенурка, крастава жаба, жаба дървесница, малък тритон, както и съхраняване на уникална лонгозна гора и забележителен ландшафт.
В защитената местност се забраняват:
- строителството, освен ремонт или реконструкция на съществуващия сграден фонд, пътища, алеи, ВиК, електрически и напоителни съоръжения;
- използването на сградния фонд за различно предназначение от сегашното;
- извеждане на голи сечи;
- паша на домашни животни
- ловуване, освен регулиране на числеността на животинските видове;
- бивакуване и палене на огън извън определените за това места;
- унищожаване и увреждане на естествената и паркова растителност, освен при изпълнение на предвидените в плана за управление мероприятия;
- замърсяване с битови и други видове отпадъци;
- нарушаване на съществуващия ландшафт.[1]